# ایستی‌خانه
ایستی‌خانه (به لاتین: İstixana) یک منطقه مسکونی در جمهوری آذربایجان است که در شهرستان ساموخ واقع شده‌است. ایستی‌خانه ۶۵۶ نفر جمعیت دارد.